# شهرستان ایندر
ناحیه ایندر (به قزاقی: Индер ауданы، يندەر اۋدانى)  یک منطقه در قزاقستان است که در استان آتیراو واقع شده‌است.

## خصوصیات
ناحیه ایندر ۱۰٬۹۰۰ کیلومترمربع مساحت و ۳۱٬۶۴۴ نفر جمعیت دارد.